# Elof Lindberg
Elof Herman Lindberg (i riksdagen kallad Lindberg i Umeå), född 16 juli 1891 i Nederkalix, död 10 november 1957 i Umeå, var en  politiker (vänstersocialdemokrat, senare socialdemokrat). 
Elof Lindberg var riksdagsledamot i andra kammaren för Västerbottens läns valkrets 1922–1943. Han tillhörde socialdemokratiska vänstergruppen 1922–1923, och övergick därefter till socialdemokraterna. Han var även redaktör för tidningen Västerbottens Folkblad 1918–1943. Han skrev 43 egna motioner varav flera om det norrländska jord- och skogsbrukets villkor, ett par motioner om begränsning av gift kvinnas rätt att inneha statstjänst.
Lindberg blev 1943 landshövding i Västerbottens län. Han är begravd på Norra kyrkogården på Sandbacka i Umeå.